# 박해충
박해충(1928년 12월 12일~2005년 2월 21일)은 대한민국의 정치인이다. 제5·8·9·10·12대 국회의원을 지냈다.

## 역대 선거 결과
|  | 27.57% |

|  | 36.97% |

|  | 39.12% |

|  | 24.27% |

|  | 36.88% |

|  | 47.79% |

|  | 27.84% |

|  | 27.58% |

|  | 19.7% |

|  | 15.10% |